# Gracias a Dios (departement)
Departamento de Gracias a Dios är ett departement i Honduras. Det ligger i den östra delen av landet, 300 km öster om huvudstaden Tegucigalpa. Antalet invånare är 76 278. Arean är 16 997 kvadratkilometer.
Terrängen i Departamento de Gracias a Dios är varierad.
Departamento de Gracias a Dios delas in i kommunerna:
1. Ahuas
2. Brus Laguna
3. Juan Francisco Bulnes
4. Puerto Lempira
5. Villeda Morales
6. Wampusirpi

Följande samhällen finns i Departamento de Gracias a Dios:

- Puerto Lempira
- Brus Laguna
- Barra Patuca
- Iralaya
- Auas
- Wawina
- Auka
- Paptalaya
- Waksma
- Tikiraya
- Palkaka